# Pierre-Bruno de Valbelle
Pierre-Bruno de Valbelle-Monfuron, dit le « Commandeur de Montfuron[réf. nécessaire] », né le 11 juin 1636 et mort à Lisbonne le 2 août 1702, est un officier de marine et aristocrate français du XVIIe siècle. Il termine sa carrière dans la Marine royale avec le grade de chef d'escadre des armées navales.

## Biographie

### Origines et famille
Originaire de Marseille, il descend de la famille de Valbelle, une famille noble issue d'apothicaires de Marseille. Elle est anoblie au XVIe siècle et va devenir une des plus importantes de Provence. Elle compte des officiers dans l'Armée et la Marine royale, des présidents et des conseillers au parlement d'Aix, trois évêques de Saint-Omer. Parmi les militaires issus de cette maison, on compte Jean-Baptiste de Valbelle (1627-1681), chef d'escadre.
Il est le fils d'Antoine de Valbelle, seigneur de Montfuron, Conseiller du Roi Louis XIV en ses conseils, et de Françoise de Félix, dame de Valfère, fille de Lazarin de Félix, seigneur de Valfère et de Beaulieu. Parmi ses frères cadet figure Louis-Alphonse de Valbelle (1742-1708), évêque de Saint-Omer et Barthélémy de Valbelle (1650-1683), capitaine de galiote.

### Carrière dans la Marine royale
Il est présenté de minorité dans l'ordre de Saint-Jean de Jérusalem en 1641, à l'âge de cinq ans mais semble n'avoir jamais prononcé ses vœux.
D'abord capitaine au régiment de Bade-Cavalerie, il passe par la suite dans la Marine royale. Le 10 mars 1672, au début de la guerre de Hollande, il est nommé commandant de La Vigilante, galiote à rame construite en 1668. À la suite d'un duel, il passe en Hongrie avec son frère Barthélémy, mais ils n'y restent qu'un an. Rentré en France, il est nommé capitaine de galère le 1er janvier 1674. Il commande Le Subtile, construite à Toulon en 1642.
Au printemps 1676, il fait partie de la flotte française, placée sous les ordres du duc de Vivonne et du Grand Duquesne, envoyée combattre les flottes hollandaises et espagnoles au large de la Sicile. Il est à la bataille de Palerme le 29 mai 1676. Dans une lettre datée du 27 juin de la même année, Louis XIV lui confie le commandement, en remplacement du « sieur Espanet ».
En 1690, il passant dans l'escadre du Ponant au début de la guerre de la Ligue d'Augsbourg. Il commande l'une des 15 galères dites « du Ponant » construites à Rochefort pour rallier au printemps 1690 l'armée navale de Tourville. Ces galères, bloquées par le mauvais temps, arrivent cependant après la bataille du cap Béveziers, le 10 juillet, mais participent avec succès au raid sur Teignmouth (un petit port sur la côte du Devon) le 5 août suivant, détruisant de nombreux vaisseaux anglais au mouillage en baie de Lyme. En 1698, il est au siège de Barcelone. Il est élevé au rang chef d'escadre des galères le 1er mars 1701. Commandant la Valeur (galère construite en 1694) et une division de quatre galères, il est en station à Lisbonne où il décède le 2 août 1702. Il est enterré en l'église Saint-Louis des Français de Lisbonne.

### Sources et bibliographie
- Pierre Clément et Pierre de Brotonne, Lettres, instructions et mémoires de Colbert : publiés d'après les ordres de l'empereur, sur la proposition de Son Excellence M. Magne, ministre secrétaire d'état des finances, vol. 3, Paris, Imprimerie impériale, 1864 (lire en ligne), p. 20
- Neptunia, vol. 69 à 76, Amis de musées de la marine (présentation en ligne)